# Pablo Cuin
Pablo Cuin es una localidad del estado mexicano de Michoacán. Es parte del municipio de Ario.

## Demografía
| Gráfica de evolución demográfica |
|                                  |

| Censo | Población |
| ----- | --------- |
| 1900  | 82        |
| 1910  | 68        |
| 1921  | 84        |
| 1930  | 81        |
| 1940  | 130       |
| 1950  | 106       |
| 1960  | 204       |
| 1970  | 199       |
| 1980  | 600       |
| 1990  | 793       |
| 2000  | 663       |
| 2010  | 890       |
| 2020  | 1 067     |